# Monarhia în Suedia
Monarhia în Suedia se referӑ la șeful de stat monarhic al Suediei, țară cu o monarhie constituțională și ereditară și cu un sistem de guvernământ parlamentar.
Monarhia în Regatul Suediei (Konungariket Sverige în suedeză) datează din timpuri străvechi. Inițial o monarhie electivă, aceasta a devenit o monarhie ereditară în secolul al XVI-lea pe timpul domniei lui Gustav Vasa, deși toți monarhii precedenți făceau parte dintr-un număr limitat de familii care sunt considerate ca dinastii regale în Suedia.
În prezent, Suedia este un stat cu o democrație reprezentativă, cu un sistem parlamentar bazat pe suveranitate populară, așa cum este definit în Actul de Guvernare (una din cele patru Legi fundamentale ale statului care formează Constituția). Monarhul și membrii familiei regale au diferite obligații oficiale si neoficiale, interne si internaționale .
Carl al XVI-lea Gustaf a devenit rege al Suediei pe 15 septembrie 1973, la moartea bunicului său, Gustaf al VI-lea Adolf.

## Istoria Suediei

### Înaintea secolului al XVI-lea
Suedia a fost un regat încă din timpuri preistorice. Încă din secolul I Tacit menționează un rege al suedezilor. Cu toate acestea, ordinea succesiunii până la Eric cel Victorios (mort în 995) este cunoscută exclusiv datorită relatărilor controversate din punct de vedere istoric din Saga.
Inițial, regele Suediei avea puteri limitate care combinau puterile unui conducător de război, cele ale unui judecător și cele ale unui preot al templului de la Uppsala.
Primul rege cunoscut, care a condus atât Svealand cât și Götaland, a fost Olof Skötkonung (în jurul anului 1000), însă succesiunea pe parcursul următoarelor secole este obscură, cu mulți regi ale căror domnii și autoritate sunt neclare. Curtea Regală a Suediei îl consideră însă pe tatăl lui Olof (Eric cel Victorios) ca primul rege al Suediei. Autoritatea regelui a fost întărită prin introducerea creștinismului pe parcursul secolului al XI-lea și consolidată pe parcursul secolelor următoare. Regele era ales dintr-o dinastie nobilă, iar poporul era cel care avea dreptul să-l aleagă și să-l detroneze.
În 1397, în urma Morții Negre și a unor lupte de putere interne, Regina Margareta I a Danemarcei a unit Suedia, Danemarca și Norvegia (care includea Finlanda și Islanda) prin Uniunea de la Kalmar cu aprobarea nobilimii suedeze. Tensiunile continue între cele trei regate au condus la un conflict între suedezi și danezi în secolul al XV-lea. Dizolvarea uniunii la începutul secolului al XVI-lea a condus la o rivalitate îndelungată între Danemarca-Norvegia și Suedia (incluzând Finlanda) pe parcursul secolelor ulterioare.

### Schimbări pe parcursul secolelor al XVI-lea și al XVII-lea

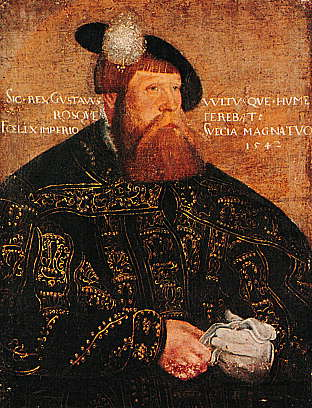
Gustav I, portret realizat de Jakob Binck în 1542.

Episcopii catolici îl susțineau pe Cristian al II-lea, regele Danemarcei, însă acesta a fost înlăturat de pe tron de o revoltă condusă de nobilul Gustav Vasa (Gustav I al Suediei), al cărui tată fusese executat în timpul Masacrului de la Stockholm. Gustav Vasa a fost ales rege al Suediei de către Stare, reunită la Strängnäs pe data de 6 iunie 1523. 
Inspirându-se din învățăturile lui Martin Luther, Gustav I s-a folosit de Reforma protestantă cu scopul de a limita puterea Bisericii Romano-Catolice. În 1527, acesta a convins Starea, reunită în Västerås, să confiște proprietățile Bisericii care cuprindeau 21% din totalul de terenuri agricole ale regatului. În aceeași perioadă, Gustav I a rupt legătura cu Papa și a întemeiat o Biserică de stat reformată: Biserica suedeză. Din punct de vedere legal, Suedia a devenit o monarhie ereditară în 1544 când Starea suedeză i-a desemnat ca succesori ai tronului pe fiii regelui Gustav I.
Sistemul de taxe suedez a fost reformat în 1538 și 1558, evaluarea fiscală pe proprietate fiind ajustată astfel încât să reflecte capacitatea de plată. În urma războiului cu Lübeck din 1535, comercianții Ligii Hanseatice, care aveau monopol pe comerțul extern, au fost expulzați din Suedia. Deținând controlul asupra comerțului său extern, Suedia a crescut rapid din punct de vedere economic astfel încât în 1544 Gustav controla 60% din totalul de terenuri agricole. Suedia controla și prima armată modernă din Europa, susținută de un sistem fiscal sofisticat și de o birocrație eficientă
.
La moartea regelui Gustav I, tronul e ocupat de fiul său cel mare Eric al XIV-lea. Domnia acestuia a marcat intrarea Suediei în Războiul Livonian și în Războiul de 7 ani al Nordului. În 1568, Eric a fost detronat și succedat de Ioan al III-lea. Ioan a demonstrat simpatii clare în favoarea Bisericii Catolice creând conflicte între nobilime și clerul suedez. Acesta a reintrodus un număr de tradiții catolice care fuseseră abolite în trecut. Politica sa externă era afectată de legăturile familiale cu Uniunea statală Polono – Lituaniană, unde fiul său devenise regele Sigismund al III-lea Vasa în 1587.
În 1604, regentul Carol este recunoscut de Stare ca regele Carol al IX-lea al Suediei. Scurta sa domnie a fost marcată de o perioadă neîntreruptă de război. Succesorul său, Gustav al II-lea Adolf, urcă pe tron într-o vreme în care Suedia era implicată în trei războaie. La moartea lui Gustav Adolf în 1632, regina Maria Eleonora de Brandenburg, împreună cu Consiliul regal, a preluat controlul asupra guvernării statului în numele fiicei minore a regelui, Cristina, până când aceasta a devenit majoră.
În urma abdicării reginei Cristina, Carol al X-lea Gustav este încoronat rege, iar scurta sa domnie este marcată de conflicte externe: mai întâi o campanie îndelungată în Polonia, apoi o dispută cu Danemarca. Conflictul cu Danemarca a rezultat în cea mai considerabilă expansiune teritorială a Suediei.
Succesorul lui Carol al X-lea Gustav, Carol al XI-lea devine rege la 18 ani, după ce statul fusese condus pe o perioadă de 13 ani de un guvern regent care i-a lăsat moștenire un stat cu o armată nepregătită și slăbită. Carol devine monarh absolut în 1680 și este succedat de către fiul său, Carol al XII-lea. Acesta se dovedește a fi un comandant militar extrem de capabil care reușește să învingă armate mult mai mari. Cea mai mare victorie a sa a avut loc la Narva, împotriva rușilor, la vârsta de doar 18 ani. Carol suferă însă o înfrângere catastrofică la Poltava. După ce a petrecut o perioadă în exil, acesta este ucis în timpul unei campanii de invazie a Norvegiei.
Cu moartea lui Carol al XII-lea, Suedia își pierde statutul de imperiu.

### Din secolul al XVIII-lea până în prezent
Ulrica Eleonora, sora lui Carol al XII-lea, a moștenit tronul, dar a fost obligată să semneze Actul de Guvernare din 1719, act care semna sfârșitul monarhiei absolute și care punea în prim plan Parlamentul, cu un rol redus al monarhului (care era conducător doar cu numele). Regina abdică după doar un an de domnie în favoarea soțului său, Frederic I al Suediei. Acesta nu era interesat de problemele statului și semnează în 1720 un nou Act de Guvernare aproape identic cu precedentul. 
Actul de Guvernare din 1720 a fost înlocuit mai târziu de Actul de Guvernare din 1772 instituit de regele Gustav al III-lea. 
Pe 17 septembrie 1809, Suedia a fost obligată să cedeze Finlanda Rusiei. Regele Gustav al IV-lea si descendenții săi au fost destituiți printr-o lovitură de stat orchestrată de ofițerii nemulțumiți ai armatei. Unchiul fostului rege a fost ales rege aproape pe loc, devenind regele Carol al XIII-lea. Actul de Guvernare din 1809 a pus capăt absolutismului regal printr-o împărțire a puterii între Parlament (principală) și Rege (secundară). Regele era învestit cu putere executivă când acționa prin intermediul Consiliului de Stat.
Casa de Bernadotte, actuala dinastie regală suedeză, a fost înființată în septembrie 1810 când Parlamentul (Riksdag) l-a ales pe Mareșalul francez și prințul de Pontecorvo Jean-Baptiste Bernadotte ca prinț moștenitor. Această numire a avut loc deoarece regele Carol al XIII-lea nu avea nici un moștenitor legitim, iar prințul moștenitor precedent, ales în ianuarie 1810, murise în mod surprinzător din cauza unui accident vascular cerebral în timpul unui exercițiu militar.
Deși monarhii din Casa de Bernadotte care l-au succedat pe Carol al XIV-lea Ioan în secolul al 19-lea au încercat să protejeze puterea și privilegiile pe care încă le mai aveau, curentul de opinie s-a întors în mod progresiv împotriva monarhiei personale (personlig kungamakt în suedeză) odată cu creșterea influenței liberalilor și a social-democraților și odată cu expansiunea francizei.
Când regele Gustaf al V-lea a declarat în mod public că se opune tăierilor din bugetul pentru apărare efectuate de Primul Ministru Karl Staaf și de cabinetul său cu puțin înainte de Primul război Mondial, această acțiune a regelui a fost catalogată drept o provocare deliberată a conservatorilor și reacționarilor împotriva normei sistemului parlamentar susținut de liberali și social-democrați, conducând la demisia lui Karl Staaf. Gustaf al V-lea a numit un Guvern susținut de conservatori, condus de expertul juridic Hjalmar Hammarskjöld, care a rămas în funcție mai mult decât se aștepta datorită izbucnirii Primului Război Mondial (în care Suedia a rămas neutră). Cu toate acestea, în anul Revoluției Ruse, tensiunile sociale continuă să crească astel încât în urma alegerilor generale din 1917, prezența liberalilor și a social-democraților în ambele camere ale Parlamentului este mult întărită și un Guvern conservator nu mai reprezintă o opțiune ușor de protejat . Influența politică a regelui a fost redusă în mod considerabil odată cu formarea unei coaliții guvernamentale formată din liberali și social-democrați în 1917, creând un precedent constituțional care va rămâne în vigoare până în 1975 .
Regele Gustaf al V-lea a încercat să intervină în procesul politic în timpul celui de-al doilea război mondial, amenințând cu abdicarea.
Regele Gustaf al VI-lea Adolf îl succedează pe tatăl său în 1950 și este considerat în general ca un monarh constituțional care s-a ținut departe de problemele politice și de controverse. În 1954, o comisie regală se ocupa de problema unei reforme constituționale. Pe de-o parte Actul de Guvernare din 1809 ar fi putut fi adaptat la realitatea politică a vremii, pe altă parte, un nou Act ar fi putut fi scris. În cele din urmă, cea de-a doua soluție a fost adoptată . Viitorul rol al monarhiei a fost stabilit în 1971 printr-un compromis politic între reprezentanți ale celor patru partide din Parlament (Social-democrați, Partidul moderat, liberali și Partidul de centru, adică toate partidele în afară de cel comunist). Acest compromis hotăra ca monarhia să rămână în mare parte ca înainte, dar să dețină doar o funcție simbolică, fără nicio putere politică.
Un vot dublu al Parlamentului, care a avut loc în 1973 și 1974, a instituit un nou Act de Guvernare. Funcțiile și îndatoririle monarhului, așa cum sunt specificate în noul Act constituțional din 1974, includ o poziție de conducere a consiliului special de cabinet care se ține de fiecare dată când are loc o schimbare de Guvern, însă monarhul nu deține nici o putere executivă în ceea ce privește guvernarea statului.

## Rolul constituțional și oficial
La 1 ianuarie 1975, un nou Act de Guvernare (1974 års regeringsform în suedeză) l-a înlocuit pe cel din 1809 ca parte a Constituției Suediei, transformând astfel Consiliul de Stat (Statsrådet în suedeză) în Guvern (Regeringen în suedeză), transferându-i în același timp și toată puterea executivă. Responsabilitatea nominării și destituirii primului ministru (care este ales de către Parlament din 1975) i-a fost transferată Purtătorului de cuvânt al Parlamentului, iar Primul Ministru îi numește și-i destituie pe ceilalți miniștri. Proiectele de lege care trec prin Parlament devin legi fără sancțiune regală: primul ministru sau oricare ministru al cabinetului poate semna În numele Guvernului (På regeringens vägnar în suedeză). 
Astfel, monarhul a pierdut orice putere executivă formală, devenind o figură de stat doar într-un mod simbolic și reprezentativ. Acesta, deși este menționat ca Șef al statului (Statschefen în suedeză) în Actul de Guvernare din 1974, nu este nici măcar șef executiv nominal. Actul de Guvernare din 1974 garantează persoanei care deține funcția de rege sau regină imunitate absolută împotriva acuzațiilor penale (nu și civile) atâta timp cât aceasta rămâne în funcție. În consecință, monarhul nu poate fi urmărit penal și nu trebuie să ofere explicații pentru acțiunile sale, fie ele oficiale sau private, pe parcursul procedurilor judiciare. Niciunul dintre ceilalți membri ai familiei regale sau angajați ai curții regale nu beneficiază de aceeași imunitate.
La cererea purtătorului de cuvânt al Parlamentului, monarhul deschide sesiunea anuală a Parlamentului (Riksmötets öppnande în suedeză). Monarhul prezidează de asemenea și Consiliul de Cabinet (Skifteskonselj în suedeză) pe parcursul unei sesiuni în care se instaurează noul Guvern ca o consecință a unor alegeri generale sau în care au loc schimbări majore de cabinet. Un alt consiliu prezidat de monarh este Consiliul de Informații (Informationskonselj în suedeză) care se reunește aproximativ de patru ori pe an pentru a-i fi prezentate regelui informații, în afară de cele pe care le primește de la miniștri în cadrul audiențelor individuale sau prin alte mijloace . În mod oficial, este responsabilitatea primului ministru de a-l informa pe rege în legătură cu afacerile statului; eșecul de a face acest lucru în urma dezastrului din Oceanul Indian din 2004 (soldat cu mule victime suedeze), i-a adus multe critici Primului Ministru Göran Persson. Monarhul este și președintele Consiliului consultativ pentru afaceri externe (Utrikesnämnden în suedeză), un consiliu care permite Guvernului să-l informeze pe șeful statului și pe reprezentanții partidelor din opoziție din Parlament despre afacerile externe într-o manieră confidențială.
Deși monarhul nu mai este Comandatul suprem al Forțelor Armatei (högste befälhavare în suedeză), cum era când Actul de Guvernare din 1809 era în vigoare, Regele Carl al XVI-lea Gustaf își menține rangul de onoare de amiral în marina suedeză și general în armată și în forța aeriană.

## Rolul cultural

Stindardul utilizat de către monarh

Monarhul și membrii familiei regale au un număr variat de îndatoriri reprezentative oficiale și neoficiale atât pe plan intern, cât și pe plan extern. Monarhul și familia sa joacă un rol central în vizitele de stat, iar alți membri ai familiei regale pot de asemenea reprezenta țara în străinătate.
Multe dintre zilele drapelului național suedez au legături directe cu familia regală; printre acestea regăsindu-se ziua de nume a regelui (28 ianuarie), a reginei (8 August) și a prințesei moștenitoare (12 Martie), ziua de naștere a regelui (30 Aprilie), a reginei (23 Decembrie) și a prințesei moștenitoare (14 Iulie). Niciuna dintre aceste zile ale drapelului nu sunt zile libere.
Premiul Nobel este probabil ceremonia cea mai cunoscută pe plan internațional la care participă familia regală suedeză. Monarhul este cel care înmânează premiile în numele Fundației Nobel celor care au adus contribuții excepționale omenirii în domenii precum fizică, chimie, literatură, medicină sau economie.

## Titluri

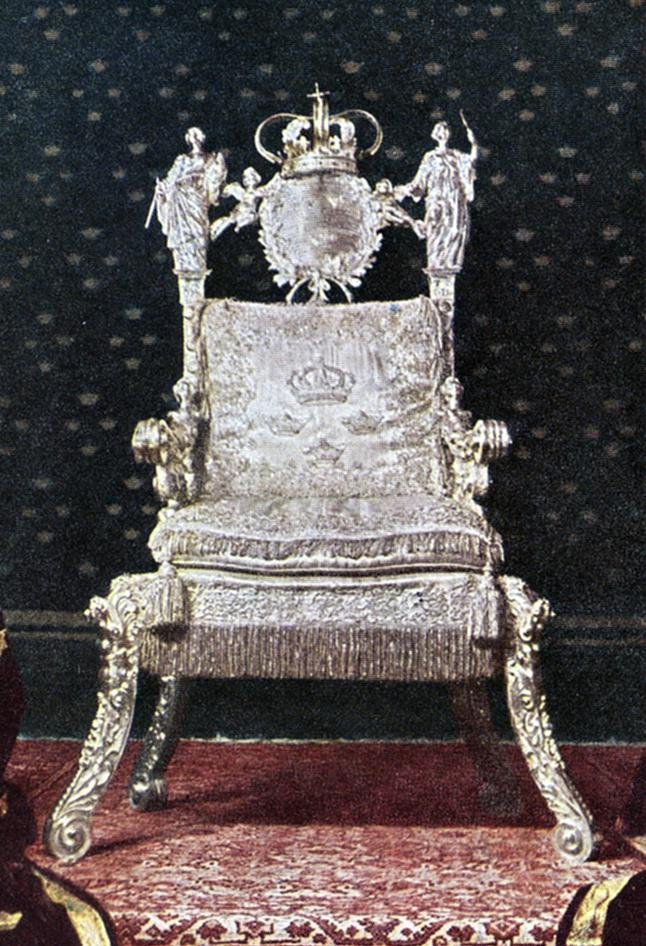
Tronul de argint, folosit de toţi monarhii suedezi, începând cu Cristina

### Monarh
Titlul complet al monarhului suedez în perioada 1544-1973 includea:
În suedeză: Med Guds Nåde Sveriges, Götes och Vendes Konung ( Cu harul lui Dumnezeu, Regele suedezilor, al goților și al vandalilor)
În latină: Dei Gratia Suecorum, Gothorum et Vandalorum Rex
În unele cazuri, denumirea Suecorum din titlul în latină era înlocuită de Svionum sau Sveonum, cele trei denumiri însemnând al suedezilor și nu al Suediei.
Götes Konung (Rege al Goților) datează din timpul regilor Magnus al III-lea sau Carol al VII-lea. Titlul Svea Konung (Rege al Suedezilor) datează dintr-o perioadă mai veche. Această titulatură a fost schimbată în secolul al 16-lea în Sveriges Konung sau Rex Sveciae (Rege al Suediei).
Înainte ca primul rege din Casa de Bernadotte, Carol al XIX-lea Ioan, să acceadă la tron în 1818, Regele Suediei avea multe alte titluri ce făceau referire la teritorii ale Imperiului Suedez: Mare Duce al Finlandei, Duce al Skåne, al Estoniei, al Careliei, al Bremen-Verden, al Szczecin, al Cașubiei, Prinț al Insulei Rügen, Lord de Wismar, Duce de Bavaria, Jülich, Kleve și al Comitatului de Berg.
Pe parcursul domniei Casei Holstein-Gottorp (1751-1818), a fost utilizat titlul de Moștenitor al Norvegiei (Arvinge till Norge). După ce Norvegia a intrat într-o uniune personală cu Suedia ca urmare a războaielor napoleoniene, titlul monarhului includea Rege al Norvegiei.
Odată cu încoronarea sa, Carol al XVI-lea Gustaf, a ales doar Rege al Suediei (Sveriges Konung) ca titlu. Această alegere se reflecta și în motto-ul său personal: För Sverige, i tiden.

### Moștenitor
Titlul uzual al moștenitorului este Prinț Moștenitor al Suediei (Sveriges Kronprins) sau Prințesă Moștenitoare a Suediei (Sveriges Kronprinsessa). Soția unui Prinț Moștenitor primește de asemenea un titlu echivalent, însă nu și soțul unei Prințese Moștenitoare.

### Duce
Regele Gustav al III-lea a restabilit o tradiție din timpul lui Gustav Vasa și din epoca medievală prin acordarea moștenitorilor la tron titluri de duce ale provinciilor suedeze. Diferența dintre titlurile ducale din epoca lui Gustav Vasa și cele acordate de Gustav al III-lea este că cele actuale sunt titluri de curtoazie neereditare acordate la naștere. Începând cu 1980, acestea sunt acordare tuturor moștenitorilor regali, fie ei de sex masculin sau feminin. Soțiile ducilor regali au primit întotdeauna un titlu echivalent, în timp ce soții duceselor regale beneficiază de acest drept doar din 2010.

## Simboluri ale Monarhiei

### Bijuteriile coroanei

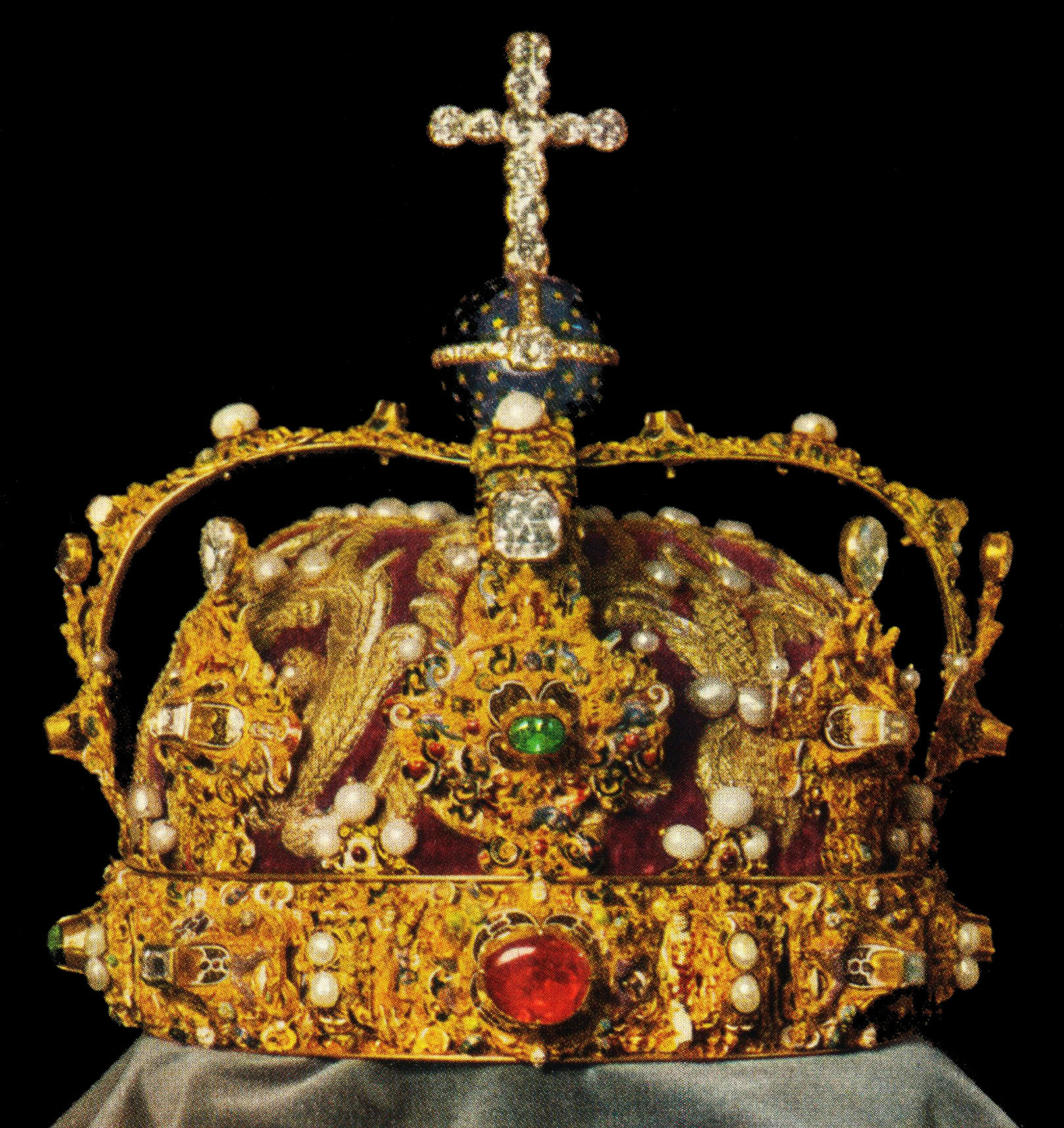
Coroana lui Eric al XIV-lea.

Bijuteriile coroanei suedeze sunt păstrate în seifurile Trezoreriei (Skattkammaren în suedeză), localizate sub Palatul Regal din Stockholm, într-un muzeu ce a fost deschis publicului începând cu anul 1970. Printre cele mai vechi obiecte din colecție se regăsesc sabia lui Gustav Vasa, coroana, globul crucifer, sceptrul și cheia regelui Eric al XIV-lea. Bijuteriile coroanei sunt proprietate de stat, iar autoritatea guvernamentală care se ocupă de ele este Kammarkollegiet (Agenția Serviciilor Legale, Financiare și Administrative).
Ultimul rege care a fost încoronat printr-o ceremonie de încoronare a fost Oscar al II-lea. Fiul și succesorul său, Gustaf al V-lea, nu a dorit să aibă o ceremonie de încoronare. Deși coroanele și diademele nu au fost purtate de membrii familiei regale suedeze începând cu 1907, acestea sunt expuse cu ocazia unor evenimente regale precum nunți, botezuri și înmormântări. Până în 1974, coroana și sceptrul erau expuse lângă Tronul de Argint cu ocazia deschiderii anuale a Parlamentului suedez (Riksdag).

### Ordine regale cavalerești

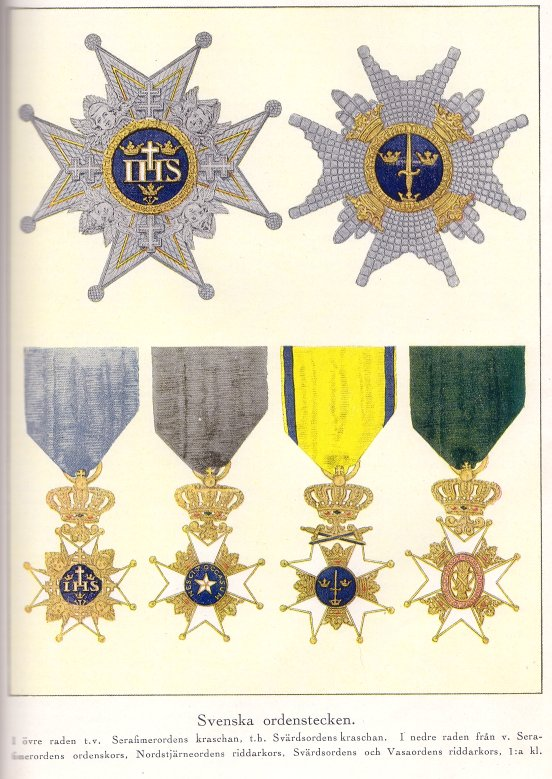
Ordinele regale suedeze constituind Ordinul regal al cavalerilor

Ordinele regale au o bază istorică, datând din 1606, odată cu crearea Ordinului lui Iehova, care nu mai există în prezent. Ordinul Regal al Cavalerilor al Suediei a fost fondat în 1748 de către regele Frederic I. În 1974, Parlamentul Suedez a schimbat radical condițiile și criteriile pe baza cărora ordinele și decorațiile pot fi acordate. Astfel, niciun cetățean suedez care nu face parte din familia regală nu este eligibil pentru a primi asemenea decorații. Ordinul lui Serafim este acordat doar șefilor de stat și membrilor familiilor regale suedeze și din alte țări, în timp ce Ordinul Steaua Polară poate fi acordat oricărui cetățean non-suedez. În urma reformelor, Ordinul Sabiei și Ordinul lui Vasa nu mai sunt acordate, fiind declarate inactive în mod oficial. Începând cu 1975, cea mai mare distincție care poate fi acordată cetățenilor suedezi care nu fac parte din familia regală este Medalia Majestății Sale Regele.

### Rezidențe regale
Palatele Regale (incluzând Palatul Regal din Stockholm, Palatul Drottningholm, Palatul Haga, Palatul Rosendal, Palatul Ulriksdal, Palatul Rosersberg, Palatul Tullgarn și Castelul Gripsholm) sunt proprietăți ale statului suedez și sunt la dispoziția monarhului, aranjament care există de la începutul secolului al 19-lea. Există de asemenea și reședințe care sunt deținute în mod privat de către familia regală, precum Palatul Solliden, situat pe insula Öland, o cabană în Storlien în provincia Jämtland și Vila Mirage în Sainte-Maxime în sudul Franței (inițial cumpărată de Prințul Bertil).

#### Palatul Regal

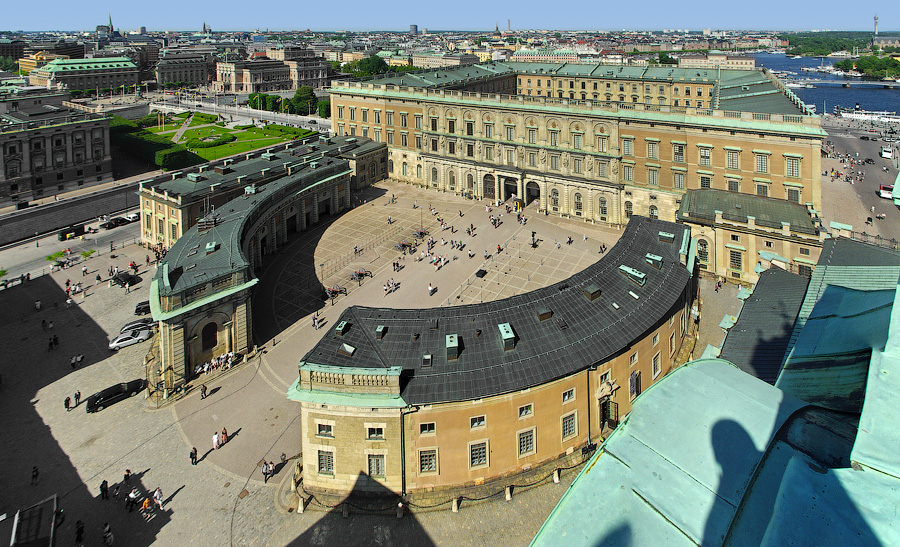
Palatul regal din Stockholm, văzut din turnul Catedralei din Stockholm.

Palatul Regal (Kungliga slottet), cunoscut și sub numele de Palatul din Stockholm, este reședința oficială a regelui. Palatul regal este localizat pe insula Stadsholmen (Insula orașului), cunoscută sub numele de Gamla Stan (Orașul Vechi) în capitala Stockholm.
Birourile regelui, ale celorlalți membri ai familiei regale și birourile curții regale se află în Palatul Regal. Acesta este folosit în scopuri reprezentative și pentru evenimente de stat de către rege. De paza Palatului Regal se ocupă Högvakten, garda regală, care e compusă din membri ai Forțelor Armate ale Suediei. Tradiția de a avea în mod regulat o unitate a armatei păzind Palatul Regal datează din 1523. Până la mijlocul secolului al 19-lea, gărzile regale mențineau ordinea și în oraș și asigurau servicii de pompieri. 
Palatul Regal din Stockholm este unic printre rezidențele regale europene, datorită faptului că mari porțiuni ale acestuia sunt deschise publicului pe tot parcursul anului, pe baza unei taxe de intrare.

#### Palatul Drottningholm

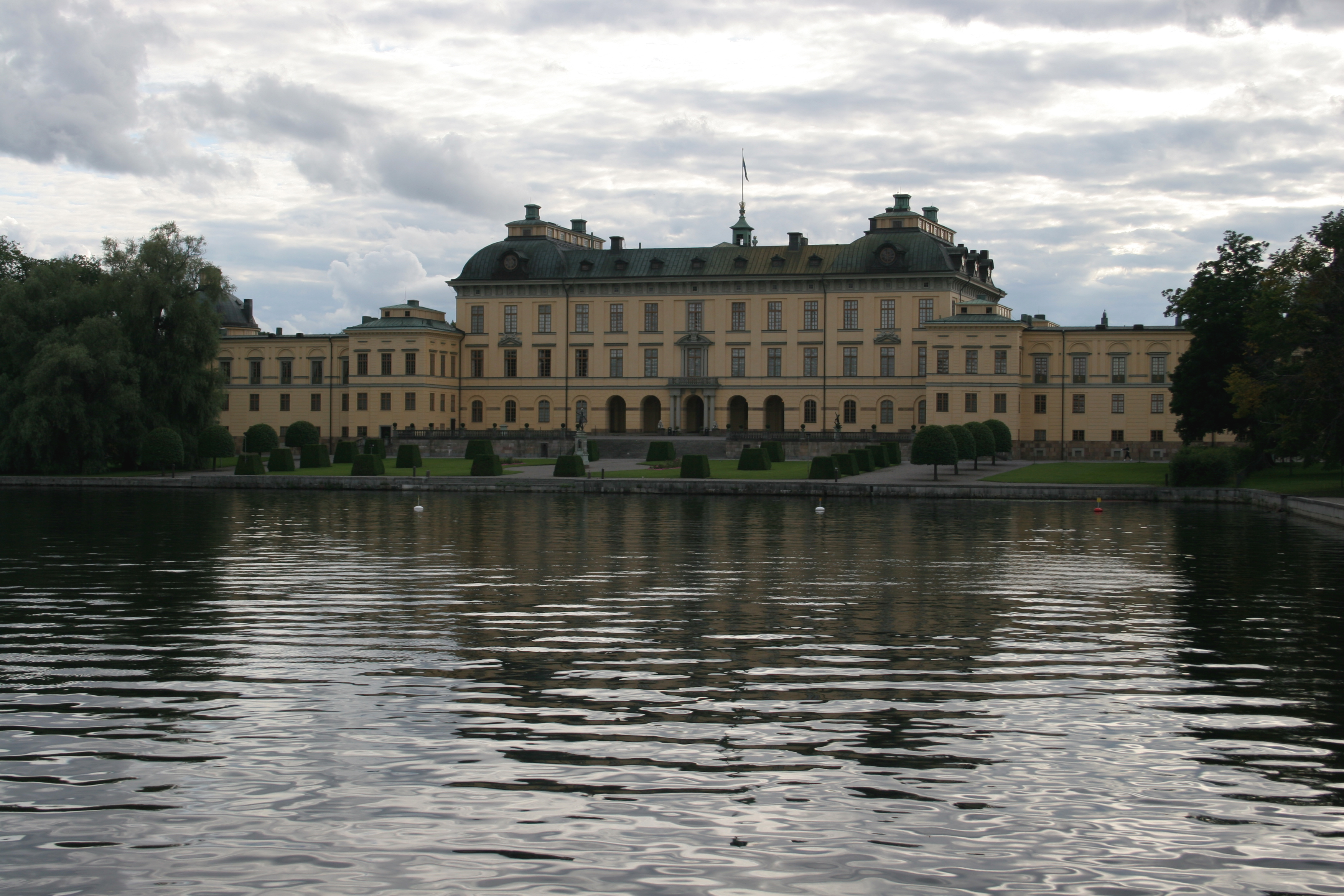
Palatul Drottningholm, reşedinţa Regelui şi a Reginei.

Palatul Drottningholm (Drottningholms slott) se află în Drottningholm, pe insula Lovön (Comuna Ekerö din Stockholms län) și este unul din palatele regale ale Suediei. A fost construit la sfârșitul secolului al 16-lea și a fost folosit ca reședință a familiei regale în cea mai mare parte a secolelor al 18-lea și al 19-lea. Palatul Drottningholm este actuala reședință privată a regelui și a reginei, dar și o atracție turistică populară.
Grădinile și parcurile care înconjoară Palatul Drottningholm reprezintă una dintre atracțiile principale pentru turiștii care vizitează Palatul în fiecare an. 
Domeniul regal Drottningholm este un mediu bine conservat, inspirat de clădiri franceze precum Palatul Versailles, și face parte din patrimoniul UNESCO din 1991, în special datorită Teatrului Palatului Drottningholm și a Pavilionului Chinezesc. 

#### Palatul Haga
Palatul Haga (Haga slott), cunoscut în trecut sub numele de Pavilionul Reginei (Drottningens paviljong), se află în Parcul Haga (Comuna Solna, zona metropolitană a Stockholmului). Palatul, construit în perioada 1802-1805 de arhitectul Carl Christoffer Gjörwell pentru copiii regelui Gustaf al IV-lea Adolf, a fost modelat după vila italiană construită la Drottningholm de Louis Gallodier. Acest palat a fost casa sau reședința de vară a mai multor membri ai familiei regale până în 1966 când regele Gustaf al VI-lea Adolf l-a cedat Primului Ministru, transformându-l într-o casă de oaspeți pentru vizitatorii oficiali ale altor state (șefi de stat sau șefi ai guvernului).
În aprilie 2009, Primul Ministru Fredrik Reinfeldt a anunțat că Palatul îi va fi cedat înapoi regelui și că astfel va putea fi folosit de către Victoria, Prințesa Moștenitoare a Suediei și soțul acesteia, Prințul Daniel, Duce de Västergötland. Aceștia ocupă Palatul Haga din toamna anului 2010.

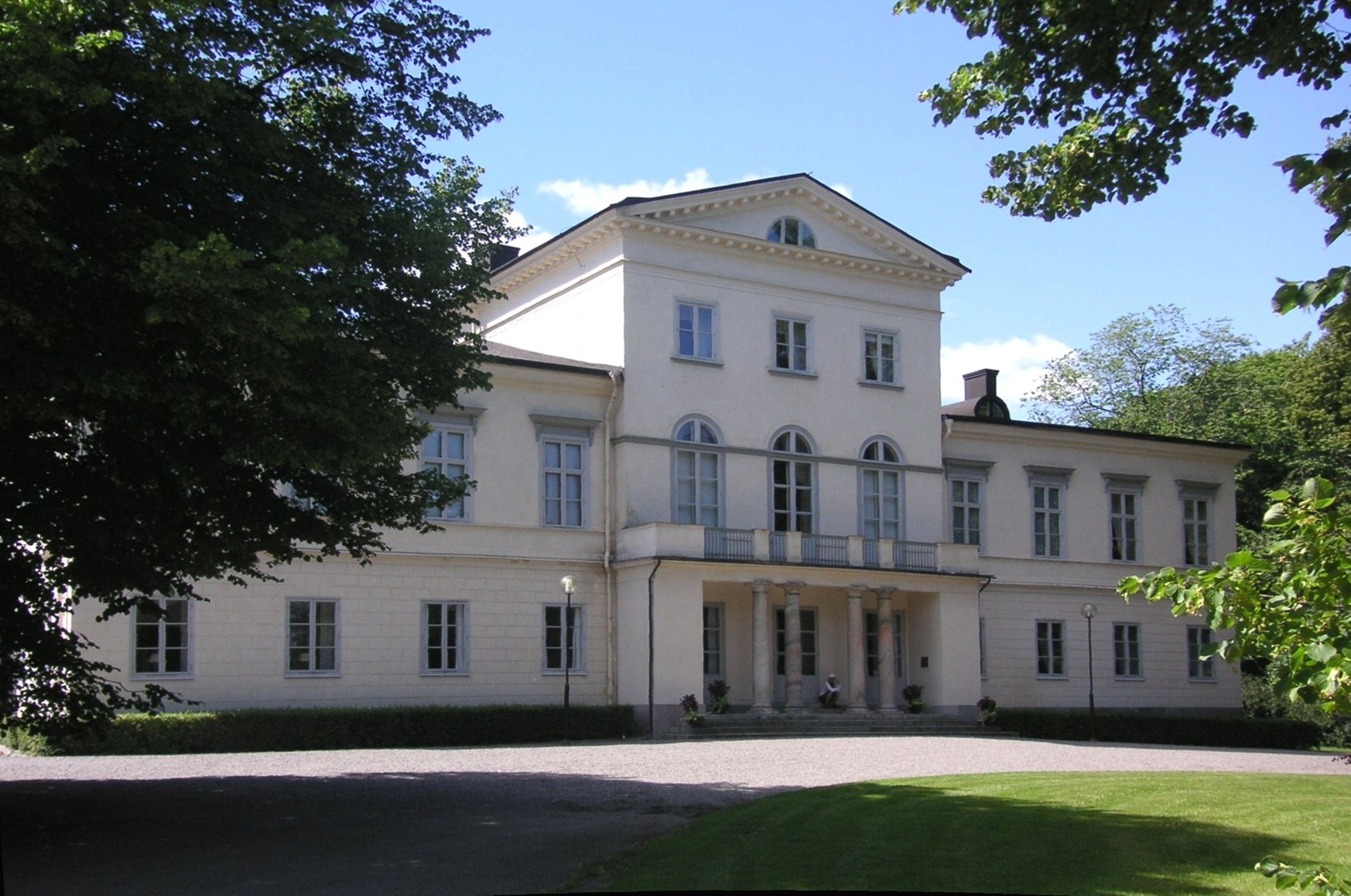
Palatul Haga este reşedinţa Prinţesei Victoria și a familiei acesteia.

## Familia Regală
În prezent, conform Curții Regale, Familia Regală Suedeză este formată din trei grupuri;
- Primul grup, cei cu titluri regale care au ocupații oficiale și neoficiale în cadrul statului sunt membri ai Familiei Regale (momentan, în această categorie sunt incluși doar regele, regina și descendenții acestora, inclusiv soții sau soțiile lor;[34]
- Cel de-al doilea grup, cei care dețin titluri, dar care nu au ocupații oficiale fac parte din Casa Regală;[34]
- Cel de-al treilea grup, familia extinsă a regelui cuprinde rude apropiate care nu sunt monarhi, deci nu reprezintă statul în mod oficial[34].

Cu toate acestea, nu există nicio legislație sau alt document public care delimitează regulile de apartenență la Casa Regală sau la Familia Regală, regele fiind cel care ia deciziile în mod exclusiv în această privință.

### Linia de succesiune
Actul de succesiune din 1810 prevede regulile care asigură linia de succesiune și desemnează moștenitorul legitim al tronului suedez. Articolul 4 precizează că atât monarhul cât și membrii Familiei Regale trebuie să fie în permanență creștini protestanți ai credinței pure evanghelice (membri ai Bisericii Suedeze).
O rescriere a Actului, aplicată în 1980, a schimbat în mod fundamental regulile de succesiune făcând posibil accesul la tron al primului născut, indiferent de sex (până în acel moment, doar primul fiu al regelui putea accede la tron). Astfel, Prințesa Victoria a devenit Prințesă Moștenitoare în detrimentul fratelui său mai mic Prințul Carl Philip care fusese născut drept Prinț Moștenitor. 
În prezent, Articolul 1 al Actului de Succesiune limitează numărul potențial al pretendenților la tron, astfel încât doar descendenții lui Carol al XVI-lea Gustaf pot moșteni tronul. În cazul în care Casa Regală se va stinge, Parlamentul nu are obligația să aleagă o nouă Casă Regală, așa cum era cazul până la reforma constituțională din anii 1970.